# Movimiento contra las personas trans en el Reino Unido
Desde principios del siglo xxi, se ha observado un aumento en el sentimiento contra las personas trans en el Reino Unido. La corriente más común es la del feminismo trans-excluyente, aunque la defensa anti-trans en Gran Bretaña existe en todo el espectro político. Este movimiento ha provocado retrocesos significativos en los derechos de las personas transgénero, en áreas como la autodeterminación de género, el acceso a atención médica de afirmación de género, la educación, los deportes, el sistema judicial, y los servicios sociales.

## Contexto

### Ley de Reconocimiento de Género de 2004
En 1970, un juez dictaminó que las personas transgénero en el Reino Unido no podían cambiar el sexo registrado en sus certificados de nacimiento. Tras la defensa legal de organizaciones de derechos trans, el Tribunal Europeo de Derechos Humanos dictó un fallo que declaraba que la política del gobierno británico violaba los derechos humanos.Esto condujo a la implementación de la Ley de Reconocimiento de Género de 2004 (GRA, por sus siglas en inglés). LLa GRA permitía a las personas trans cambiar su sexo legal si obtenían un diagnóstico médico de disforia de género y habían vivido durante dos años en su género «elegido».
En junio de 2020, la Comisión Europea declaró que estos requisitos médicos eran «intrusivos» e incompatibles con las normas internacionales de derechos humanos. En 2021, el Comité de Mujeres e Igualdad del Parlamento y el Experto Independiente sobre orientación sexual e identidad de género de Naciones Unidas también recomendaron adoptar la autodeterminación de género como política.

### Feminismo radical trans-excluyente
Las posiciones contra las personas transgénero en el Reino Unido surgió inicialmente entre activistas feministas y lesbianas que afirmaban estar protegiendo los derechos de las mujeres. El feminismo radical trans-excluyente, también conocido como TERF es una ideología o movimiento que se opone a lo que denomina "ideología de género", es decir, a los conceptos de identidad de género y derechos transgénero, en particular la autodeterminación de género.
Grupos británicos TERF han establecido alianzas con la derecha cristiana y la alt-right en Estados Unidos, en particular. Ciertos grupos feministas y académicos han descrito al feminismo trans-excluyente una forma de transfobia, y ha sido rechazado por numerosas organizaciones feministas, de derechos LGBTQ y de derechos humanos. La Consejo de Europa ha condenado la ideología crítica con el género, junto con otras ideologías que asocia con "ataques virulentos contra los derechos de las personas LGBTI" en países como Hungría, Polonia, Rusia, Turquía y el Reino Unido. ONU Mujeres ha clasificado el movimiento crítico con el género como uno de varios movimientos anti-derechos extremos que utilizan discursos de odio y desinformación.

## Organizaciones
Los esfuerzos por restringir los derechos de las personas trans han surgido a lo largo del espectro político, tanto de izquierda como derecha, con activistas pertenecientes a la extrema derecha y el antifeminismo, así como al feminismo de izquierda y a las lesbianas. A partir de la década de 2010, se fundaron numerosas organizaciones pequeñas pero influyentes con posturas contrarias a los derechos de las personas trans.

### Oposición a las reformas propuestas a la Ley de Reconocimiento de Género
En 2016, el Comité de Mujeres e Igualdad de la Cámara de los Comunes del Reino Unido publicó un informe recomendando que la Ley de Reconocimiento de Género de 2004 fuera actualizada “de acuerdo con los principios de la autodeterminación de género”. Más tarde ese mismo año, en Inglaterra y Gales, el gobierno de la primera ministra Theresa May propuso revisar la ley para permitir la autodeterminación de género, y en 2018 se lanzó una consulta pública sobre dichas reformas.
El informe de 2016 del Comité de Mujeres e Igualdades llevó a la formación de grupos de defensa como Woman's Place UK y Fair Play for Women en oposición a las propuestas. En Escocia, surgieron grupos similares durante ese periodo como Women and Girls in Scotland, For Women Scotland y Women's Spaces. Estos grupos comenzaron a hacer campaña en redes sociales, alegando que las reformas degradarían o dañarían los derechos de las mujeres.{{efn|Anne Maria Holli describió a los grupos como una "constelación cooperativa de mujeres",
También se formaron grupos de personas críticas con la perspectiva de género dentro de partidos políticos. En 2019, Sheila Jeffreys y Heather Brunskell-Evans cofundaron Women's Declaration International como respuesta a la consulta sobre la Ley de Reconocimiento de Género. La organización publicó la Declaración sobre los derechos de las mujeres basados en el sexo, en la que se afirmaba que reconocer a las mujeres trans como mujeres "constituye una discriminación contra las mujeres" y pedía la "eliminación" de las leyes de reconocimiento de género.

### Oposición a la afirmación de género para personas jóvenes
Fundado en 2019, el Bayswater Support Group forma parte del movimiento crítico con la perspectiva de género y se describe a sí mismo como un grupo de apoyo para padres escépticos sobre la identidad transgénero de sus hijos. Este grupo ha influido en políticas que han revertido derechos de las personas trans.
En 2021, se fundó Genspect, con vínculos estrechos con el grupo de presión estadounidense Society for Evidence-Based Gender Medicine. Ambas organizaciones han sido clasificadas como grupos de odio anti-LGBTQ por el Southern Poverty Law Center. Sus actividades se han centrado principalmente en hacer lobby político y médico en contra del acceso a la atención de afirmación de género. Genspect también se opone a la transición social y a la transición médica para personas transgénero.

## Cobertura mediática
Desde finales de la década de 2010, medios británicos de todo el espectro político han publicado artículos que enmarcan los derechos de las personas transgénero como un conflicto directo con los derechos de las mujeres y los niños. Según la economista política Lisa Tilley de la Universidad de Londres, los medios británicos crearon un entorno en el que las personas trans "son demonizadas colectivamente como agresores, en lugar de ser representadas [...] como víctimas".
En un artículo para CNN, la activista transgénero Christine Burns declaró que los periódicos The Times y The Sunday Times publicaron seis artículos relacionados con personas trans en 2016, más de 150 en 2017, y números igualmente altos en los años siguientes, retratando los derechos trans como peligrosos y censuradores. Otros medios, como Sky News, The Guardian y la BBC, también contribuyeron a esta tendencia. En diciembre de 2020, la Independent Press Standards Organisation reportó un aumento del 414 % en el promedio mensual de historias sobre derechos trans en medios británicos, pasando de 34 en mayo de 2014 a 176 en mayo de 2019.
Un estudio de 2019 realizado por la Universidad de Lancaster, encontró que se publicaron más de 6000 artículos en la prensa del Reino Unido sobre personas trans entre 2018 y 2019, muchos de los cuales fueron escritos «con la intención de ser críticos hacia las personas trans» y representarlas como "irrazonables y agresivas". Activistas trans han acusado a los medios británicos de "avivar sentimientos anti-trans". Un ejemplo destacado fue un artículo de la BBC en 2021 titulado «We're being pressured into sex by some trans women» («Algunas mujeres trans nos presionan para tener relaciones sexuales»), que citaba una encuesta en redes sociales realizada por un grupo activista anti-trans para afirmar que lesbianas cisgénero estaban siendo presionadas para tener relaciones sexuales con mujeres trans bajo la amenaza de ser etiquetadas como transfóbicas.

## Cambios en las políticas
Los cambios en las políticas relacionadas con los derechos trans y las posturas asociadas han abarcado una amplia variedad de temas.

### Estado legal de las creencias críticas de género
En 2021, el caso Forstater contra el Centro para el Desarrollo Global de Europa estableció que las creencias críticas de género están protegidas por las leyes contra la discriminación, pero que esto explícitamente no permitía a quienes las defendían discriminar a las personas transgénero. El caso surgió cuando Maya Forstater demandó a su empleador, el Centre for Global Development Europe, tras no renovarle el contrato luego de expresar creencias críticas con el género. En abril de 2021, la Comisión de Igualdad y Derechos Humanos británica presentó evidencia apoyando a Forstater en el caso.

### Reconocimiento de género
A finales de la década de 2010, se formaron varios grupos en respuesta a las propuestas de reforma de la Ley de Reconocimiento de Género, incluyendo Fair Play for Women, For Women Scotland y Woman's Place UK. En enero de 2022, la Comisión de Igualdad y Derechos Humanos (EHRC) emitió declaraciones oponiéndose a la eliminación de barreras administrativas para que las personas trans obtengan reconocimiento legal en Escocia, y recomendó que la prohibición de la terapia de conversión en Inglaterra y Gales excluyera las terapias dirigidas a personas trans.
En febrero de 2022, Vice News reportó sobre secciones filtradas de un documento de orientación no publicado de 2021 de la EHRC que aconsejaba a empresas y organizaciones excluir a personas transgénero de espacios de un solo sexo, como baños, salas de hospital y vestuarios, a menos que poseyeran un Certificado de Reconocimiento de Género. En junio de 2022, la EHRC declaró que las personas transgénero podían ser excluidas de espacios de un solo sexo siempre que sirviera a un objetivo legítimo, como "privacidad, decencia, para prevenir trauma o para asegurar la salud y seguridad". En julio de 2024, la EHRC emitió nuevas orientaciones aclarando que los requisitos ocupacionales basados en el sexo incluían el sexo definido por un GRC.
En abril de 2025, la Corte Suprema dictaminó en el caso For Women Scotland Ltd v The Scottish Ministers que las definiciones de "sexo", "hombre" y "mujer" en la Equality Act 2010 estaban destinadas a referirse al sexo biológico, excluyendo así a las personas que poseen un GRC de estas definiciones. Poco después, la EHRC emitió una guía en la que declaró que las mujeres trans son "hombres biológicos" y los hombres trans son "mujeres biológicas", y que deben ser excluidos de los espacios segregados por género en consecuencia.

### Restricciones en la atención médica
En 2020, la Corte Suprema dictaminó en un caso impulsado por varios grupos y figuras anti-trans que los pacientes transgénero menores de 16 años no podían recibir bloqueadores de la pubertad para prevenir el desarrollo de características sexuales secundarias no deseadas. Esta decisión llevó a la suspensión de la atención para muchos pacientes, resultando en que algunos experimentaran la pubertad conforme al género asignado al nacer. Además, a muchos pacientes mayores de 16 años se les retiró la atención relacionada con el género, incluso cuando no involucraba bloqueadores de la pubertad. A finales de 2021, el fallo fue revocado en apelación, permitiendo que el tratamiento supresor de la pubertad se reanudara.

### Terapias de conversión
En 2015, organizaciones de salud en todo el Reino Unido firmaron el Memorando de Entendimiento sobre la Terapia de Conversión (MoU), una declaración en contra de la terapia de conversión para personas lesbianas, gays y bisexuales. En 2017, el MoU se actualizó para incluir la oposición a la terapia de conversión para personas transgénero. En 2022, el gobierno de Boris Johnson revirtió los planes de incluir la terapia de conversión dirigida a la identidad de género en una propuesta para prohibir esta práctica. Esta decisión siguió a la presión ejercida por grupos críticos con el género y fue condenada por la coalición detrás del MoU, que publicó una carta abierta criticando la decisión del gobierno.
En noviembre de 2023, el Consejo de Psicoterapia del Reino Unido(UKCP) emitió una declaración sobre las posturas críticas con el género, afirmando que los profesionales que sostienen tales puntos de vista podrían preferir la terapia de conversión en lugar del cuidado afirmativo de género, particularmente para niños y jóvenes con disforia de género. En abril de 2024, UKCP se retiró del MoU y de la Coalición Contra la Terapia de Conversión, alegando que no quería oponerse a la terapia de conversión para jóvenes trans.  Esta decisión fue criticada por otros firmantes del MoU y por más de 1500 miembros de UKCP.

### Educación
En diciembre de 2021, el Girls' Day School Trust, la red más grande de colegios privados para niñas en el Reino Unido, emitió una prohibición total para que niñas trans fueran admitidas en cualquiera de sus escuelas. En agosto de 2022, la Fiscal General Suella Braverman declaró que es legal que las escuelas usen pronombres incorrectos, hagan deadnaming y excluyan a estudiantes transgénero de ciertos deportes; que nieguen la inscripción basándose en su estatus trans; y que rechacen cualquier forma de afirmación de género. Además, afirmó que reconocer identidades trans podría considerarse "adoctrinar a los niños".

### Deportes
Las restricciones sobre la participación en deportes han sido un foco importante del movimiento anti-trans en el Reino Unido. En septiembre de 2021, el Grupo de Igualdad del Consejo de Deportes del Reino Unido emitió una guía que afirmaba que, según su punto de vista, la inclusión de personas trans y la "justicia competitiva" no pueden coexistir en el deporte. La guía se basó en 300 entrevistas sobre opiniones personales realizadas en 54 deportes y 175 organizaciones. Veinte de los entrevistados eran personas trans.
En junio de 2022, Nadine Dorries, quien entonces era la Secretario de Cultura, Medios de Comunicación y Deporte del Reino Unido, se reunió con los responsables de las organizaciones deportivas británicas y declaró que "el deporte femenino de élite y competitivo debe estar reservado para personas nacidas con sexo femenino". Desde entonces, las mujeres trans han sido prohibidas de competir en deportes femeninos en diversas disciplinas, incluyendo ciclismo y pesca.

### Ley sobre violación
Según la guía publicada en 2024 por el Crown Prosecution Service, las personas trans que no revelen su sexo asignado al nacer a una pareja sexual, ya sea de forma intencionada o no, pueden ser acusadas de violación.

### Prisiones
Desde 2023, las mujeres trans encarceladas en Inglaterra y Gales son alojadas en prisiones de hombres si han cometido algún delito violento o sexual, o si poseen genitales masculinos, ya que se consideraba que representaban un riesgo para mujeres y niñas.

## Respuestas internacionales
En 2021, el Comité de Igualdad y No Discriminación del Consejo de Europa emitió una advertencia respecto al Reino Unido, señalando que el movimiento TERF, que erróneamente presenta los derechos trans como una amenaza particular para las mujeres y niñas cisgénero, ha tenido un papel importante en el proceso de retroceso de los derechos humanos.
En mayo de 2023, una investigación de las Naciones Unidas concluyó que la Equality and Human Rights Commission británica había actuado intencionalmente para reducir las protecciones de derechos humanos para las personas trans con reconocimiento legal de género, y que la retórica tanto de los medios británicos como de políticos había creado un clima de hostilidad hacia las personas trans en el Reino Unido.